# فراس زعل المحمد
فراس زعل المحمد (2 فبراير 1977) هو رياضي سوري متخصص في رمي الرمح. شارك مرتين خلال مسيرته في بطولات العالم : أثينا 1997 وهلسنكي 2005 (أنهى كلاهما في الجولات التأهيلية). حصل على الميدالية البرونزية في رمي الرمح في دورة ألعاب البحر الأبيض المتوسط 2005. وأفضل مسافة لديه هو 80.50 مترا.

## أفضل الأشياء الشخصية
- رمي الرمح - 80.50 م (بيروت 1999)

## سجل المنافسة
| العام | المسابقة                   | المكان           | المركز | ملاحظة                                           |
| سوريا | سوريا                      | سوريا            | سوريا  | سوريا                                            |
| ----- | -------------------------- | ---------------- | ------ | ------------------------------------------------ |
| 1994  | البطولة العربية للناشئين ‏  | تونس             | 2      | 62.96 م                                          |
| 1996  | البطولة العربية للناشئين ‏  | اللاذقية         | 2      | 62.26 م                                          |
| 1997  | دورة الألعاب العربية       | بيروت            | 1      | 72.56 m GR, CR                                   |
| 1997  | بطولة العالم               | أثينا            | 28     | بطولة العالم لألعاب القوى 1997 – رجال رمي الرمح ‏ |
| 1997  | البطولة العربية            | الطائف، السعودية | 1      | 74.74 م CR                                       |
| 1997  | ألعاب غرب آسيا ‏            | طهران            | 1      | 71.10 م                                          |
| 1998  | بطولة آسيا                 | فوكوكا           | 9      | 69.46 م                                          |
| 1998  | الألعاب الآسيوية ‏          | بانكوك           | 10     | 64.19 م                                          |
| 1999  | دورة الألعاب العربية       | عمّان             | 2      | 72.91 م                                          |
| 1999  | البطولة العربية            | بيروت            | 2      | 69.34 م                                          |
| 2001  | البطولة العربية            | دمشق             | 1      | 77.55 م CR                                       |
| 2001  | ألعاب البحر الأبيض المتوسط | رادس             | 11     | 70.02 م ‏                                         |
| 2002  | بطولة آسيا                 | كولمبو           | 7      | بطولة آسيا لألعاب القوى 2002 – رجال رمي الرمح ‏   |
| 2002  | الألعاب الآسيوية ‏          | بوسان            | 8      | 70.25 م ‏                                         |
| 2003  | البطولة العربية            | عمان (مدينة)     | 3      | 71.88 م                                          |
| 2004  | دورة الألعاب العربية       | الجزائر (مدينة)  | 1      | 75.84 م                                          |
| 2005  | ألعاب التضامن الإسلامي     | مكة              | 2      | 65.26 م                                          |
| 2005  | ألعاب البحر الأبيض المتوسط | المرية           | 3      | 73.49 م                                          |
| 2005  | بطولة العالم               | هلسنكي           | 20     | بطولة العالم لألعاب القوى 2005 – رجال رمي الرمح ‏ |
| 2005  | بطولة آسيا                 | إنتشون           | 10     | بطولة آسيا لألعاب القوى 2005 – رجال رمي الرمح ‏   |
| 2005  | ألعاب غرب آسيا ‏            | الدوحة           | 3      | 69.59 م                                          |
| 2006  | دورة الألعاب الآسيوية      | الدوحة           | 6      | 69.81 م ‏                                         |
| 2007  | البطولة العربية            | عمان (مدينة)     | 2      | 68.60 م                                          |
| 2007  | بطولة آسيا                 | عمان (مدينة)     | 8      | بطولة آسيا لألعاب القوى 2007 – رجال رمي الرمح ‏   |

## روابط خارجية
- نبذة عن فراس زعل المحمد  على موقع الاتحاد الدولي لألعاب القوى